# Sloup se sousoším Nejsvětější Trojice (Výprachtice)
Pískovcové sousoší Nejsvětější Trojice od sochaře Franze Lindermanna z Hedče u Králík se od roku 1863 nalézá na úpatí svahu mezi budovou fary a domem čp. 391 ve střední části obce Výprachtice v okrese Ústí nad Orlicí. Socha je od 23. dubna 2001 chráněna jako nemovitá kulturní památka ČR.

## Historie
Sousoší Nejsvětější Trojice postavila v roce 1863 Josefa Hejlová, ze statku čp. 238 ve Výprachticích, jako bohumilý skutek na odčinění vraždy z roku 1808, která se tehdy na statku stala. Sochu posvětil dne 21. srpna 1864 odpoledne výprachtický farář Václav Brukner. 

## Popis
Socha Nejsvětější Trojice se nalézá v čtvercové ozdobné kovové mříži s dvířky na čelní straně. Samotná socha je ve mříži orientována k jihu a stojí na pískovcovém schodě spočívajícím ze žulových bloků vyskládaném podloží. 
Na pískovcovém schodě stojí nízký hranolový, nahoře profilováním okosený podstavec s předsazeným čelem, na kterém je vytesán nápis: „Svatí buďte, nebo / svatý jsem já Pán / Bůh váš. III. M. 19. 2. / “.  Na zadní straně podstavce je vytesáno datum osazení sousoší: „Leta Páně / 1863“.
Na podstavci stojí pilíř ozdobený po stranách volutami s rostlinnými motivy. Pilíř je nahoře zakončen profilovanou římsou, uprostřed vzhůru obloukovitě vzepjatou. Ve vrcholu vzepjetí je umístěn medailon se dvěma okřídlenými hlavičkami andílků, mezi kterými je vsazena kovová konzole pro lucernu. Čelní strana pilíře je zdobena rámečkem s reliéfem postavy Panny Marie Immaculaty.
Na římse stojí vzhůru se zužující dřík s prohýbanou patkou zdobenou akantovým listem. Horní část dříku zdobí reliéf s písmeny IHS se srdcem a křížkem. Dřík je zakončen hlavicí s akantovou výzdobou v plochách a volutami v nárožích.
Na hlavici je umístěno sousoší Nejsvětější Trojice, představované na oblacích sedícími postavami Ježíše Krista s křížem, Boha Otce a Ducha Svatého v podobě holubice ve svatozáři pod nimi.